# Carl Reichert
Carl Reichert (fl. XIX secolo) è stato un artigiano austro-ungarico del XIX secolo.
Costruttore viennese di strumenti scientifici attivo verso la fine dell'Ottocento, svolgeva anche l'attività di agente all'estero per altre ditte tedesche. I suoi strumenti si caratterizzavano per l'eccellente qualità.